# Araneus wokamus
Araneus wokamus là một loài nhện trong họ Araneidae.
Loài này thuộc chi Araneus. Araneus wokamus được Embrik Strand miêu tả năm 1911.